# Ухтуй
Ухту́й (бур. Уухтай) — село в Зиминском районе Иркутской области России. Административный центр Ухтуйского муниципального образования.

## География
Село находится на расстоянии примерно 4 км к северо-востоку от города Зима.

## Население
| 2002 | 2010 | 2011 | 2012 |
| ---- | ---- | ---- | ---- |
| 749  | ↘724 | ↘723 | ↗735 |

### Гендерный состав
По данным Всероссийской переписи, в 2010 году в селе проживали 724 человека (367 мужчин и 357 женщин).